# Зеда-Бзубзу
Зеда-Бзубзу (груз. ზედა ბზუბზუ) — село в Грузії.
За даними перепису населення 2014 року в селі проживає 306 осіб.